# ایدر (آلاباما)
ایدر (به انگلیسی: Ider) شهری در شهرستان دیکلب ایالت آلاباما است که مساحت آن ۱۴٫۰۸ کیلومتر مربع است و در سرشماری سال ۲۰۱۰ میلادی، ۷۲۳ نفر جمعیت داشته و تراکم جمعیتی آن، ۵۱٫۳۵ نفر در هر کیلومتر مربع بوده است.